# 伯恩賽德大道車站
伯恩賽德大道車站（英語：Burnside Avenue station）是紐約地鐵IRT傑羅姆大道線的一個快車地鐵站，位於布朗克斯伯恩賽德大道及傑羅姆大道交界，設有4號線（任何時候停站）列車服務。
同時此站亦為尖峰時段4號線區間車的北端總站，由皇冠高地-猶提卡大道車站開出；通常停靠在往伍德羅恩方向月台的快車軌道一側，然後前往莫肖盧車廠。

## 車站結構
| P 月台層 | 北行               | 往伍德羅恩（183街）                       |
| P 月台層 | 島式月台，左側開門 |                                           |
| P 月台層 | 尖峰特快           | 無定期服務                                |
| P 月台層 | 島式月台，左側開門 |                                           |
| P 月台層 | 南行               | 往猶提卡大道（深夜往新地段大道）（176街） |
| M        | 夾層               | 閘機、車站詢問處                          |
| G        | 街道               | 出入口                                    |

伯恩賽德車站是唯一一個位於傑羅姆大道線高架段的快車地鐵站（設有兩個島式月台和三條軌道）。另一個位於傑羅姆大道線的快車地鐵站是位於地下的149街-大廣場車站。
夾層設有四個出口前往伯恩賽德大道及傑羅姆大道交界的東南角或西南角（每角兩個）。此外，木夾層近往月台的樓梯設有額外的側出口，車站位於街道以上約三至四層。

## 歷史
伯恩賽德大道車站於1917年6月2日以「伯恩賽德大道-紐約大學車站」（Burnside Avenue–New York University）名義啟用，因為紐約大學設有布朗克斯校園，並位於此站西北。其鄰里在紐約大學1973年瀕臨破產時將該校園賣給紐約城市大學，後來發展成為大學高地。後來紐約城市大學將之用作布朗克斯社區學院，並在該年秋學年將布朗克斯科學國中移至該校園進行。
收購一年後，車站更名為「伯恩賽德大道-180街車站」（Burnside Avenue–180th Street），當時180街是伯恩賽德大道的另一個名字。後來在1979年精簡為「伯恩賽德大道車站」。

## 外部連結

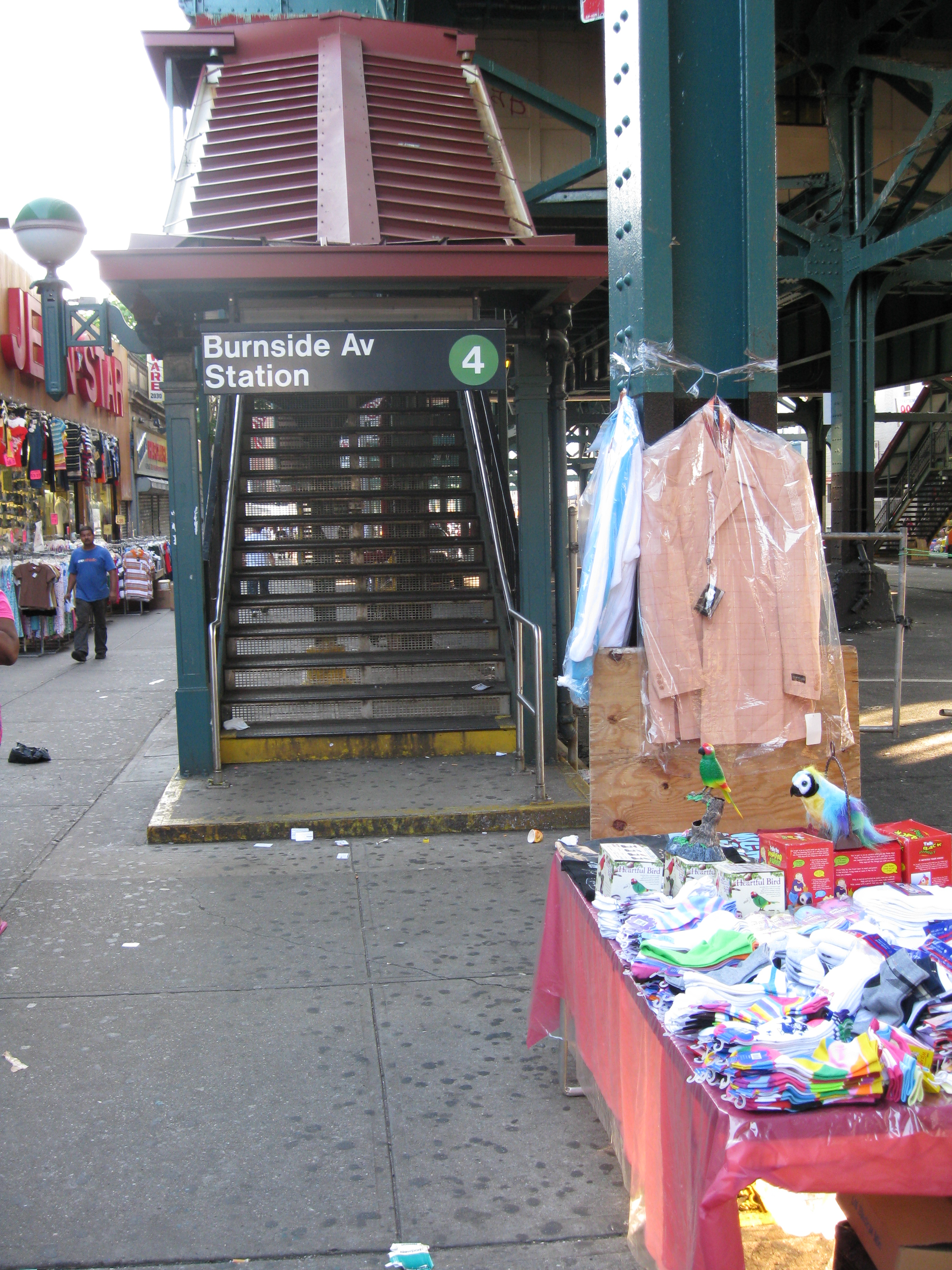
街梯

- 维基共享资源上的相關多媒體資源：伯恩賽德大道車站
- nycsubway.org—IRT Woodlawn Line: Burnside Avenue
- nycsubway.org — How to Get to the Moon Artwork by Laura Battle (2006)（页面存档备份，存于）
- Station Reporter — 4 Train
- The Subway Nut — Burnside Avenue Pictures（页面存档备份，存于）
- MTA's Arts For Transit — Burnside Avenue (IRT Jerome Avenue Line)
- Burnside Avenue entrance from Google Maps Street View（页面存档备份，存于）
- Platforms from Google Maps Street View （页面存档备份，存于）